# 国立療養所菊池恵楓園
国立療養所菊池恵楓園（こくりつりょうようじょきくちけいふうえん、英称：National Sanatorium Kikuchi Keifuen）とは、熊本県合志市に位置する国立ハンセン病療養所である。

## 概要
- 住所：熊本県合志市栄3796
- 敷地面積：622,338 m2

なお、近隣にはかつて同じく厚生労働省の施設等機関であった再春医療センターがある。

## 沿革
- 1909年4月1日 - 「九州7県連合立九州癩（らい）療養所」として開設[1]
- 1911年3月 - 「九州療養所」に改称（熊本県知事訓令第157号）[1]
- 1916年4月 - 患者慰安会設立
- 1925年11月 - 患者慰安会を「患者援護会」と改称
- 1926年6月19日 - 自治会発足[1]
- 1940年7月9日 - 本妙寺らい集落解散 職員参加
- 1941年2月 - 回春病院閉鎖にともない患者58名を収容
- 1941年7月1日 - 国（厚生省）に移管され「国立療養所菊池恵楓園」に改称[1]
- 1945年5月13日 - 米軍より空襲を受け、生き埋め8人（うち窒息死2名）
- 1949年5月30日 - 昭和天皇の戦後巡幸[2]。予定にはなかったが、天皇が車窓から入園者が奉迎する姿を認めて立ち寄ったもの[3]。
- 1951年5月 - 自治会機関誌「菊池野」創刊
- 1951年6月 - 106棟（事務本館等）が完成[1]
- 1951年11月 - プロミン治癒第1号退園
- 1953年 - 患者絵画クラブ「金陽会」発足
- 1953年3月 - 菊池医療刑務所開所
- 1982年3月15日 - 九州三園医療センター合併症治療棟が竣工[1]
- 1996年3月 - 菊池医療刑務所閉所
- 1998年4月 - 皮膚科にて保険診療はじまる
- 2006年12月12日 - 「社会交流会館」（資料館）を療養所内に開設[1]
- 2012年2月1日 - 民間保育所「かえでの森こども園[4]」（NPO法人「ひと・学び支援センター熊本[5]」運営）」開所[6]
- 2013年10月26日 - 明仁天皇・美智子皇后が県内での行事参加に関連して行啓し、園内での死者を慰霊するとともに入所者と懇談した。
- 2019年11月17日 - 日曜美術館で「光の絵画～ハンセン病療養所恵楓園～絵画クラブ「金陽会」」と題して元患者の残した絵画や絵画クラブ活動がNHKEテレで放送された。
- 2022年5月13日 - 社会交流会館が改修され歴史資料館となる[7]。

## 医療施設

### 診療科目
- 内科、精神科、外科、整形外科、皮膚科、眼科、耳鼻咽喉科、歯科[1]

### 研修施設
- 日本眼科学会専門医制度研修認定施設[1]
- 日本皮膚科学会専門医制度研修認定施設[1]

### 日本医療機能評価認定
- 「貴病院が日本医療機能評価機構の定める認定基準を達成していることを証する」　財団法人日本医療機能評価機構　理事長　坪井栄寿
  - 認定第JC1578号
  - 審査体制区分4
  - 病院名　国立療養所菊池恵楓園
  - 認定期間　2009年1月19日 - 2014年1月18日

## 園長
- 河村正之（1909年4月 - 1933年7月）[8]
- 田宮貞亮（1933年11月 - 1934年1月）
- 宮崎松記（1934年6月 - 1958年9月）
- 田尻敢（1958年9月 - 1963年6月）
- 志賀一親（1963年7月 - 1976年9月）
- 熊丸茂（1976年12月 - 1991年3月）
- 水岡二郎（1991年4月 - 1994年3月）
- 由布雅夫（1994年4月 - 2004年4月）
- 原田正孝（2004年5月 - 現在）

## 研究

### 戦中の虹波治験
第二次世界大戦中の1942年12月から終戦後の1947年6月までの期間、大日本帝国陸軍の第7陸軍技術研究所にて研究が行われていた「虹波(こうは)」と呼ばれる感光色素を主成分とする新薬の大規模な治験が行われた。被験者は判明しているだけで472人にのぼり、激しい副作用の発生が記録され、最終的に9人が死亡し、うち2人は副作用が直接の死因である可能性があるとされており、2024年現在も園には当時の資料や虹波のアンプルが所蔵されている。
虹波は東京大学薬学部の落合英二が初めて合成に成功したクリプトシアニンを主成分としており、2024年現在も「ルミンA」の名称で第三類医薬品として販売されているものである。陸軍ではこのクリプトシアニンが凍傷や火傷の治療に効果があった実例に着目し、北満州など極寒冷地に於ける軍事作戦下での活用に期待を賭け、熊本医科大（現・熊本大学医学部）の波多野輔久に薬理作用の研究を委託したところ、結核患者に薬効を示したため、結核と近縁とされるハンセン病への薬効も期待され、菊池恵楓園での治験が開始されたという。治験の当初は内服や皮下注射、直接塗布など様々な手法が試行されたが、この時期に被験者に倦怠感や吐き気などの様々な副作用が生じた事が記録されている。
一方、大戦中に陸軍の北支派遣軍に医官として従軍していた慶応大学医学部の岡本彰祐は、当時北支派遣軍の将兵の間で急増していた急性熱性ハンセン病への対処の為、1944年9月に第七陸軍技術研究所に転じ、クリプトシアニンの治験に参加したが、岡本はハンセン病に効果が期待されながらも「それまで薬理作用の機構が殆ど解明されていなかった」クリプトシアニンに、アセチルコリンの分解酵素(コリンエステラーゼ)の生成を阻害する作用があることを突き止め、自身が専攻していた血液生理学の知見から「コリンエステラーゼの生成を止められれば、ハンセン病の進行も止められる筈だ」という仮説を立てるに至り、更なる治験を重ねた結果、遂に「極少量のクリプトシアニンの投与」により、ハンセン病の筋麻痺を改善出来るという医学的成果に到達した。
岡本はその後も「酵素阻害剤による進行性疾病の抑制」の研究を続け、戦後医療に様々な足跡を残したが、陸軍技術研究所時代の研究成果は日本の敗戦に伴い、関連資料が全てGHQに接収されてしまった為、学会発表は行えないまま終わったという。また、2024年現在では戦中の旧陸軍主導の治験は、菊池恵楓園入所者の意思や人権を無視した非人道的な人体実験と見なされており、同年6月には武見敬三厚生労働大臣が記者会見にて、菊池恵楓園からの調査報告書の発表に対して「患者に対する不当な差別が行われた過去の出来事として、大変重く受け止めた」と言及するに至っている。その後、2024年9月には国立療養所星塚敬愛園でも虹波による治験が行われたと見られる資料が発見されている。

### 戦後の医療研究の隆盛
- 1948年10月5日、プロミンが厚生省配給により、菊池恵楓園で使用できるようになり、研究の機運が湧いてきた。菊池恵楓園での研究の隆盛について、菊池恵楓園50周年史に基づいて、かいつまんで書く[15]。
- 1947年3月、元満州医科大学生理学教授であった緒方維弘が熊本大学に赴任した。汗の研究の久野教授の高弟である。同教授指導の下、志賀医務課長が「らい性発汗障害患者高暑時体温調節」の研究報告が出されたのが1948年である。緒方教授の努力により、日本学術会議第7部（医学）副部長久野教授を中心に、熊本大学、その他の協力を得て1950年4月本園において「らい特殊研究班」が結成された。
  - 出席者は
    - 東京大学教授、放射線、中泉正徳、解剖、小川鼎三（代理中井準之助）、東京医科歯科大学、生理、勝木保次、名古屋大学、生理、久野寧、京都大学、病理、鈴江懐、皮膚、山本俊平、外科、荒木千里、内科、前川孫二郎（代理、荒木仁）、外科、木村忠司,広島大学、最近、占部薫、長崎大学、皮膚、北村精一
    - 熊本大学、解剖、佐々木宗一、細菌、六反田藤吉、生理、緒方維弘、外科、勝屋辰弘、放射線、亀田魁輔、婦人科、加来道隆、内科、勝木司馬之助、病理、河瀬収、皮膚、楢原憲章、小児科、永野祐憲、病理、久保久雄、解剖、くつ那将愛、外科、浅野芳登、神経、宮川九平太、内科、宮尾定信、薬理、渡辺恵鎧、眼科、須田経宇。
- 1933年より眉毛の形成術がおこなわれるようになった。1954年から眼科の須田教授の手術、1954年6月に熊大に赴任した整形の玉井教授は教室員をつれて、手術を行い、教室員2名を派遣した。
- 宮崎松記は、らい研究所の分室を菊池恵楓園に誘致した（1955年7月1日 - 1957年7月31日、分室長、宮崎松記）。現在の社会福祉会館の立派な建物も当時に建設された。偶々、学位制度の改革が1960年にあることになり、学位を取得する熊本大学の研究者が続々と研究に菊池恵楓園で働くことになった。しかし、博士になった後はほとんど離れていった。

### 研究者
- 佐竹義継（さたけ　よしつぐ）(1908-1998）治らい薬を研究した薬学研究家。満州、中国、日本（菊池恵楓園、西九州大学）で働いた。アセタミン、DOT，PB1，PB2，ピカジッド、チオザミンを開発した[16]。
- 彼は「らい化学療養剤の開発に関する研究」にて昭和42年3月、第40回日本らい学会総会において桜根賞を受賞した[17]。彼の写真は国立療養所菊池恵楓園創立百周年記念誌「百年の星霜」(2009)にある[18]。
  - 佐竹義継のらい学会発表
    - 新しい型の有機水銀化合物の鼠らい発症に及ぼす影響(1956) 第29回らい学会（仙台)
    - 3-OXY-44' diaminodiphenyl sulfone とその融導体の合成について（治療剤の研究第1報）(1957) 第30回らい学会(名古屋)
    - 4,4'-Diacetamino-Diphenylsulfoneについて　(1958) 第31回らい学会(松本)
      - なお、彼はヂアミノ・ヂフェニールスルホンの合成研究　中国国立新華廠研究報　1952 を発表、中国の青島のらい療養所に内服させ、世界に先駆けて有効なことを知った。
- 他の文献：Studies on anti-lepromatic agents;Chemicopharmacological studies on accetylated dervatives of 4,4'-diaminophenylsulfone. Kumamoto Med J. 12, 1959.
- Thiosamin. 菊池恵楓園の佐竹義継の製剤。DDSにTibionを付けた構造式で、毒性は極めて小、60-70%の効果あり。佐竹の自家製品であったが、製薬を引き受ける会社ができたという[19]。

## 療養生活

### 居住舎
障害の程度に応じて不自由者棟と一般寮（軽症者）の居住舎がある。

### 年中行事
納涼盆踊り大会、長寿を祝う会、自治会文化祭、クリスマス、ゲートボール大会などの行事がある。

### 短歌指導者
- 内田守（うちだまもる）内田守人（もりと）本園の患者の短歌指導者であるばかりでなく、長島愛生園などでの指導者でもあった。

## 歴史資料館
2022年5月13日に旧社会交流会館を改修して歴史資料館が設置された。
旧社会交流会館は2006年12月12日に旧事務本館（1951年建設）に設置された。2022年5月に旧社会交流会館を改修した2階建ての本館と増築した平屋の新館からなる歴史資料館となった。

### 開館
- 予約制[7]
- 火曜-金曜　午前9時30分 - 午後4時30分[7]

### 内容
平成21年10月19日現在
- 世界、日本、熊本のハンセン病関連年表
- 楓御沙汰書　楓を下賜。皇太后大夫　大宮正男から宮崎松記園長へ
- 熊本の医学の流れ（写真）　マンスフェルト、志賀潔、北里柴三郎、コッホ、高野六郎、北里研究所、第2回万国らい会議の写真（北里はハンセンの横にいる）、北里の試用した顕微鏡の写真
- 雑誌　Lepra 細菌学雑誌、チアノクプロール療法、レプラ（日本）創刊号
- 広告　土肥慶蔵　大学院学生　東京皮膚病病院の広告　明治36年3月15日。入院費用並一日40銭
- 大楓子油の広告（大風子油でない）
- 大風子油の現物、研究のためいろいろ変化させたもの
- 紅波、プロトミン、チアノクプロール現物
- 写真　物乞いをする患者　プロミンの注射をするところ
- 世界のハンセン病 外国の写真
- 待労院、回春病院、本妙寺の写真
- 回春病院のピアノ（現物）
- 本園の写真各種
- 本妙寺集落の解散時の写真
- 早蕨団（演劇団）
- 十坪住宅 、小学校、最初の退園の写真、希望の鐘（現物）、義肢、昔のラジオ、映写機（現物）
- 相撲大会の写真、観劇の写真
- 菊池恵楓園の壁（望郷の穴）実物　(現地に置いていると劣化が激しいよし）

## 敷地内施設
- Yショップ（山崎製パンの子会社）※2009年3月末以前はニコニコドー恵楓園店が入っていた[8]。
- 民間保育所「かえでの森こども園[4]」（NPO法人「ひと・学び支援センター熊本[5]」運営）」
- 杉山簡易郵便局
- カトリック恵楓園教会 - 巡回教会。主任司祭は武蔵丘教会に常駐。

## 菊池恵楓園の文化財
恵楓音頭
菊池恵楓園で3回以上にわけて募集された患者が作った盆踊り歌。早くなくなった同病患者への思い、当時の患者の思い、仏教に救いを求める思い、諦観、自分自身への励ましなど、色々な要素が入っている。歌い手、太鼓も一体化し、一種の文化財と考える。現在は盆の時にクライマックスで踊られる。踊りには3種類ある。自治会で記録されているのは65番まであるが、他にもあった。最初のものは昭和6年に募集があり、9年のものは初代園長の急死後であった。昭和21年のものが最後である。
「しのぶなさけは みな谷川の 同じ鳴る瀬のゆくすえまでも ましてわれわれあしたに夕に、看とり看とられ結んだ縁（えにし）」「四っつ夜中にふと眼をさまし、聞けばいとしや親恋がらす なまじなかすな夢幻に 母の御霊をなぐさむために」「こんど生まれりゃ大臣様よ そんな気持ちで暮らそじゃないか ままよ浮世は朝露夜露、とけて流れてまた実を結ぶ」などがある。
恵楓音頭の「いろもほんのり」（25番）・「にしはしらぬい」（18番）・「月はまんまる」（12番）・「もりの都に」（10番）の歌詞および、おはやしが発表されている。

## 菊池恵楓園の四大事件
本妙寺事件
1940年（昭和15年）、熊本市本妙寺周辺の患者集落を、警官や療養所の職員が襲撃し、患者157人を強制収容する事件が起こり、重症患者以外は他療養所に移送された（本妙寺事件）。無らい県運動やらい根絶20年計画でも、動きが鈍かった熊本で、計画された本格的運動で、内田守は来るべき戦争を見据えた一環のものと考えている。計画は光田健輔にも相談された。
潮谷総一郎の「本妙寺癩窟」によると患者の多くは相愛更生会という秘密結社に入っていて、北海道から台湾朝鮮に至るまで、2名一組で寄付を強要する、やらないと、「伝染させるぞ」と居直る。その解決のためでもあった。また、本妙寺と九州療養所や星塚敬愛園などの長い腐れ縁を絶つためでもあったろう。収容された人々は重症患者8名を除いて他施設に送られた。
懲罰的意味もあったか、楽泉園に送られた患者は重監房に入っているが、そこで亡くなられた方はいない。他の園に患者を送った理由の一つは回春病院の患者を引き取ることが既に計画されていたと考える人もいる。
藤本事件
別名。菊池事件。第2次無癩県運動のさなかに起こった事件。
龍田寮事件
別名黒髪校事件。菊池恵楓園内の保育園は、回春病院の跡地（龍田寮）に1941年に移動した。患者の子供（所謂未感染児童）が58名（幼児26名、小学生23名、中学生7名、高校生2名）となった。学校の教師は僅か一人であった。恵楓園長宮崎松記や、事務長は13年間粘り強く交渉して、一般の小学校中学校へ通学するようにした。
1954年に黒髪小学校に通学できることになったが、同校PTAの一部ものにより、入学が阻止された事件である。1年生4名が熊本大学皮膚科を受診、1名が要観察となった。1年間、同校区内で紛糾を重ね、自主授業や集会などが繰り返された。調停を行い、熊本商大山崎守雄学長が児童を引き取り通学させることになった。黒髪校区PTA会長による政治がらみの事件で、同じ校区の桜山中学はこういう事件は発生していない。
その後龍田寮の児童生徒は、児童養護施設や、親戚に引き取られ一般の小中高校に入学した。またその地で、同じような事件が起こりそうになった。なお、熊本地方法務局の調査によると、同じ条件の保育園では、このような事件はおこっていないという。
宿泊拒否事件 別名アイスター事件
ハンセン病への偏見がきたした事件。事件が公表され、ハンセン病に対する偏見から差別文書が園に大量に届いている。なお、「ふるさと訪問事業」は熊本県が主催して行う事業の一つであるが、これはハンセン病行政のうち、内務省が行っていた警察行政が戦後、地方自治体に移行したからである。
熊本県は「らい指定医」を指定し、入所までの収容その他の指示をする。退所したあとの世話もみる。また、留守家族への世話もする。ふるさとを持たない入所者、また生家があるものの、様々な事情から郷里に帰れない入所者もいる。人によっては、友人・家族の住居の近くまでいって、涙して帰るものもいる。もちろん、旧友と再会を楽しむ入所者も多い。それらの総称が「ふるさと訪問事業」である。
患者ら一行が旅行行事の一環としてホテルを予約したが、ホテルは宿泊を拒否。熊本県知事はホテル名を発表した。当時の自治会会長は、この発展を予測していたという。宿泊を拒否したホテルはその後廃業。施設は解体され現存しない。その後、自治会に差別文書が多数きて「差別文書つづり」を製本した。
その後、園や障害者団体などに対し、差別はがきが送られてきた事件も発生している。